# Ребека Јаковљевић Амодај
Ребека Јаковљевић Амодај (Земун, 25. децембар 1897 — Тел Авив, 1981) била је једна од првих српских модних креаторки и једна од најпознатијих власница модних салона у Београду у првој половини 20. века. Њен модни салон важио је за симбол београдског модног шика.

## Детињство и младост
Ребека Амодај је била најстарија од једанаесторо деце у јеврејској породици породици Мориса и Нехаме Амодај. Имала је велику несрећу да су јој родитељи умрли један за другим баш у време када је избио Први светски рат, па је као најстарија у породици морала да преузме бригу о млађој деци.
Одмах по завршетку основне школе Ребека се уписала на занат. За девојке је у то време било најлакше да науче кројачки занат, како би брзо почеле да зарађују за живот. Тако Ребека са 16 година почиње да учи кројачки занат. Школовала се у Београду, али је породица живела у Земуну. У то време било је много јефтиније живети у Земуну него у Београду.

## Каријера
Године 1919, одмах после рата, Ребека у Београду отвара свој први модни салон. Отприлике у то време удала се за Самуила Јаковљевића, војног инжењера пореклом из Шапца, који је био начелник у министарству саобраћаја. Имали су четворо деце. Ребекин први салон налазио се у Узун Мирковој улици број 4, на месту на коме се данас налази зграда Аеро клуба. Касније је салон пресељен у улицу Цара Уроша 6а. Око 1930. године Ребека је успела да заради довољно новца да подигне сопствену кућу. То је кућа у Палмотићевој улици број 23. У приземљу куће био је модни салон, Ребека и њена породица живели су на спратовима, а у поткровљу су биле радионице. Осим куће у граду убрзо је успела да на Дедињу, у Толстојевој улици, подигне и вилу са базеном, баштом.
Била је изванредна кројачица и имала је изузетан модни дар, али је била и изузетна пословна жена, тако да је одмах по отварању салона почела да се рекламира у београдским новинама. Тачно је знала како треба да се оглашава тих послератних година, када је Београд, као и цела Србија, био у изузетно тешком стању. Владала је велика инфлација, људи су били сиромашни, а велики проблем је био и недостатак текстила. Ребека је тада у новинама оглашавала да прави распродају сашивене одеће по париској моди. Париску моду почела је да истиче на самом почетку своје каријере.
Само неколико година пошто је отворила свој први салон, Ребека Јаковљевић Амодај у београдским монденским круговима сматрана је за модног креатора највишег стила. Већ 1928. године међу добростојећим Београђанима важи за најбољу београдску модну кројачицу. Израз „модни креатор” у то време се није користио, већ се она сматрала модном кројачицом, односно власницом „модног салона за женску одећу”. До тада је успела да заради довољно новца да моделе не мора да шије сама. Почела је да запошљава помоћнике и помоћнице, а она је као што су радили и власници најпрестижнијих модних салона у свету, радила само пробе. Почетком 1928. у свом салону запошљавала је 36 радница. Пред сам Други светски рат имала је чак 52 раднице. У њеним салонима је шивено и до педесет тоалета недељно. Поређења ради, остали успешни модни салони у Београду у то време имали су од 5 до 20 радинца.
Ребека Јаковљевић Амодај је своје моделе шила по последњој париској моди. Два пута годишње, сваког пролећа и јесени, одлазила је у Париз, Берлин и Беч на модне ревије на којима су се лансирале нове колекције. Као и многи други професионални купци, бирала је модне куће и њихове моделе, за које је куповала право да их донесе у Београд и копира. Један од модних дизајнера са којима је сарађивала био је и чувени француски модни дизајнер Жан Пату (Jean Patou), чија је модна кућа Пату била водећа међу креаторима модних стилова 20-тих година 20. века.

### Модни салон Ребеке Амодај
| Цитат из једног новинског чланка о Ребеки Јаковљевић Амодај, објављеног у часопису Недељне илустрације, јануара 1928. године |
| „У салону г-ђе Амодај ради 36 радница. Све су то симпатичне мидинете, ошишане главе, лепих очију, које имају већ своју каријеру кад изађу из тог салона. Велики један салон одређен је за пробу. У једном малом сепареу, ограђеном бордо завесама, чује се шуштање хаљине, и тек провири виолет или резеда комбинезон, и види се крајичак обнажене руке. Једна по једна дама улази у сепаре да проба тоалету.” |

Приступ муштеријама у модном салону Ребеке Амодај разликовао се од других београдских модних салона тог времена. У већини модних салона било је уобичајено да муштерија бира модел и тканину из часописа, зависно од своје платежне моћи. Муштерије су могле и саме да донесу тканину, од које се онда шио модел по мери. Међутим код Ребеке је приступ био другачији. Она је доносила скупоцене тканине из Париза и муштерије су их бирале у самом салону. Уколико није било жељене тканине, она се могла наручити и из каталога са узорцима, како се то радило у великим светским модним кућама тог времена. Своје поруџбине слала је Оријент експресом и на исти начин добијала наручену робу, за шта је било потребно око три дана. Лично је својим муштеријама помагала да одаберу модел у складу са стасом, годинама, бојом тена и косе. У односу на то бирала се и структура и боја тканине. Умела је да препозна шта је то што ће свакој жени најлепше да стоји и шта ће је највише задовољити, а њени предлози су најчешће били усвајани. Ребека је затим узимала мере и радила пробе, а њене раднице су затим су обављале шивење, тако да модели буду савршени. Тајна њеног успеха великим делом сесастојала и у томе што је могла да изабрани модел прилагоди свакој фигури, што јој је и обезбедило реноме најбоље модне кројачице у Београду.
Још један детаљ издвајао је модни салон Ребеке Амодај од већине модних салона у Београду. Као у великим светским модним кућама, у њеном салону се модели нису бирали из часописа, већ су их богатим муштеријама приказивале девојке обучене у те исте моделе. Овакав приступ муштеријама постојао је у само неколико београдских модних салона, међу којима је био и салон Живке Данкучевић. То су биле прве београдске манекенке и прве београдске модне ревије.
Њени модели били су доступни само људима добре платежне моћи, јер је за једну њену хаљину било потребно издвојити онолико новца колико је износила месечна плата једне њене раднице, односно пола плате државног службеника. Њене муштерије нису биле само Београђанке, већ су код ње куповале и добростојеће жене из Љубљане, Загреба и Војводине. Међу документацијом њеног салона не постоје подаци да је шила и за чланове краљевске породице.
| Интервју са Ребеком Јаковљевић Амодај, објављен у часопису Недељне илустрације, јануара 1928. године - Шта највише воли Београђанка? - Она воли све што је модерно. Одушевљава се црном бојом, сафир, беж. - Имате ли својих креација? - Ја налазим да је боље копирати париску моду, јер свака дама воли париски модел. Имам својих детаља на хаљини, које измишљам, али линије су париске. Београђанке воле све што долази из Париза. Бечка мода није могла да нас победи. Узалуд су покушавали агенти из Франкфурта и Беча да лансирају моду њихових великих кућа, али ништа нису могли учинити. У Румунији, Грчкој и Ческој, имали су успеха, а наше даме воле француску и париску моду. - Каква су ваша пророчанства о моди. - Сукња ће остати кратка, али шире линије. Струк ће се подићи. Мада ја налазим да је за наше даме боља хаљина дужег струка. - д чега су Београђанке највише шиле своје тоалете ове сезоне? - Од крепсатена, крепжоржета, сомота, велура, муслина. Највише сам комбиновала розе са плавим. Симпатична је комбинација три тона, две нијансе беж и једна браон. Вечерње тоалете су највише перлиране, стилске и флитерске. |

### Сопствени модни стил
Двадесетих година 20. века сви београдски модни салони копирали су париске или моделе других светских модних центара, па је и Ребека истицала лиценциране париске копије. Међутим, велика светска економска криза 30-тих година веома озбиљно је погодила и модну индустрију. Србија овом кризом није била погођена у тој мери као развијене земље, јер још није била уклопљена у светске економске токове до те мере, али је било све теже и све скупље добити лиценцу за одређени модел, што је за Ребеку Амодај представљало шансу да постане креативнија и оригиналнија. Што је било јако подстицајно и она је почела да ствара свој модни стил.

## Промоција и унапређење струке
Ребека Јаковљевић Амодај је од 1935. године била једна од чланова Управног одбора новоформиране Секције кројача женског одела. У Београду све до тада нису постојала савремена удружења. При удружењу занатлија постојали су еснафи, чак и Еснаф кројача мушког и женског одела. Међутим у свету се то раздвојило већ средином 19. века. Београд је 20-тих и половином 30-тих година 20. века по много чему хватао корак са светом, па се самим тим модернизовало и пословање. Тако се указали потреба да се раздвоје кројачи мушког и женског одела. Оснивачка скупштина Секције одржана је 21. јула 1935. Године, а Ребека Јаковљевић Амодај је одабрана за чланицу Управног одбора.
Секција кројача женских одела бавила се решавањем многих проблема који су у то време мучили модне салоне: бесправног рада, школовања ученика, полагања мајсторских испита, легализације делатности и тд.
У Београду су се до тада организовале модне ревије, али су модни салони радили појединачно. Најчешће у оквиру неке радње, а ретко када у неком од београдских хотела, најчешће свега у хотелу Палас. Од пролећа 1936. године Секција је, по угледу на светске модне центре, почела да организује велике заједничке модне ревије. За сваку пролећну и јесењу сезону наступали заједно, а Ребека је као чланица Управног одбора утицала на концепт тих наступа. Београд је тих година постао мала модна метропола. Године 1938. у Београду је одржана и прва модна ревија на југословенском нивоу, на којој су се окупили сви утицајни модни кројачи из целе државе. До почетка Другог светског рата одржано је више оваквих ревија.

## Јавни живот
Ребека је јако волела изласке и друштвени живот, те је и успостављала трендове у моди. Она и њен супруг Самуило Јаковљевић, иначе војни инжењер, били су редовни гости у Џокеј клубу. То је било једно од најексклузивнијих места у Београду, чији је почасни председник био принц Павле.
Постала је велика звезда београдске моде. У новинама се појављује интервју са њом. За тадашњи часопис Недељне илустрације интервјуисала ју је највероватније чувена српска новинарка и књижевница Мир-Јам. До тада модни кројачи и кројачице, модисти и уопште људи који су се бавили модом нису били јавне личности. Између два светска рата мода се демократизује и постаје важна тема, па тако и они који се баве модом постају јавне личности. Била је и „мета” новинара који су пратили све њене кораке и несвесно од ње стварали озбиљну градску икону.
Међутим, Ребека Јаковљевић Амодај није ушла само у дневне новине и модне часописе. Чувени писац Бранислав Нушић помиње је у својој драми „Др” из 1936. године. Он у једном тренутку пише: „... ах, она шије хаљине код Ребеке.” без даљег објашњења, што упућује на то да су сви знали о коме пише.

## Други светски рат
Пред само избијање Другог светског рата Ребека је са децом напустила Београд и отишла у Херцег Нови. Верује се да је, захваљујући својим пословним везама, била изузетно добро информисана о томе шта се догађа и шта се припрема. Није познато када је тачно је напустила Београд, али је то свакако било пре бомбардовања и окупације. На њихову кућу у Палмотићевој улици пада бомба која али није експлодирала, тако да је кућа остала неоштећена.
Херцег Нови је током рата био под италијанском окупацијом, па Ребеку и децу 1941. године хапси италијанска окупациона власт и они су бродом „Куманово”, заједно са још 317 Јевреја, интернирани у логор у Албанији.
На срећу, цела њена породица је преживела рат. После Ребека са децом одлази у Рим, где се срећу са њеним супругом Самуилом који је током рата остао је у Југославији и преживео кријући се по селима у околини Београда. Убрзо пошто је породица поново била на окупу се сви заједно вратили су се у Београд, где су схватили да се све променило и да она свој посао неће моћи да настави, па већ 1948. године одлази у Палестину, данашњи Израел. Међутим, нека њихова деца остају у Београду.

## Живот у Израелу
Ребека Јаковљевић Амодај наставила је да се бави модом и у Израелу. Живела је са супругом у Тел Авиву, где је имала модни салон. и тамо се такође бави модом. Постоје подаци да је у Израелу почетком 90-их година одржана изложба посвећена Београду у периоду између два светска рата, на којој су били изложени и Ребекини модели и више фотографија.
Ребекин супруг Самуило Јаковљевић умро је 1962. године у Тел Авиву. Ребека Јаковљевић Амодај умрла је 1981. године, такође у Тел Авиву.

## Оставштина
Музеј примењене уметности у Београду у својој колекцији чува две хаљине Ребеке Јаковљевић Амодај и једну за коју није поуздано утврђено да је настала баш у њеном салону. Већ тада је био обичај да да ексклузивни модели имају ознаке модних салона у којима су настали, па је то био случај и са Ребекиним моделима. Међутим, током рата те ознаке су се скидале због њеног јеврејског порекла, тако да их данас немају ни хаљине за које се поуздано зна да су њено дело.